# Gösta Brännström
Gösta Martin Brännström (né le 6 octobre 1926 à Jörn et mort le 7 mars 1997 à Skellefteå) est un athlète suédois spécialiste du 400 mètres. Médaillé de bronze avec l'équipe suédoise de relais 4 × 400 mètres aux championnats d'Europe 1950, il participe aux Jeux olympiques de 1952 en individuel et en relais, sans passer un seul tour dans les deux catégories. Il est 4e sur 4 × 400 m aux championnats d'Europe 1954.

## Biographie

### Palmarès
| Date | Compétition           | Lieu      | Résultat | Épreuve   | Performance  |
| ---- | --------------------- | --------- | -------- | --------- | ------------ |
| 1950 | Championnats d'Europe | Bruxelles | 3e       | 4 × 400 m | 3 min 11 s 6 |
| 1954 | Championnats d'Europe | Berne     | 4e       | 4 × 400 m | 3 min 12 s 5 |

### Records
| Épreuve    | Performance | Lieu     | Date              |
| ---------- | ----------- | -------- | ----------------- |
| 400 mètres | 47 s 4      | Budapest | 12 septembre 1953 |